# نیکون ای‌اف-اس دی‌ایکس وی‌آر زوم-نیکور ۱۸–۲۰۰میلی‌متر اف/۳٫۵–۵٫۶جی آی‌اف-ئی‌دی
نیکون ای‌اف-اس دی‌ایکس وی‌آر زوم-نیکور ۱۸-۲۰۰میلی‌متر اف/۳٫۵-۵٫۶جی آی‌اف-ئی‌دی (به انگلیسی: Nikon AF-S DX VR Zoom-Nikkor 18-200mm f/3.5-5.6G IF-ED) نام لنز دوربین عکاسی از نوع زوم است که توسط شرکت نیکون تولید می‌شود. فاصلهٔ کانونی این لنز ۱۸ تا ۲۰۰ میلی‌متر، دیافراگم آن دارای ۷ تیغه و ضریب اف آن اف ۳٫۵ تا اف ۲۲ است. این لنز در نوامبر ۲۰۰۵ میلادی تولید و عرضه شده‌است.